# Caroline Maes
Pour les articles homonymes, voir Maas.
Caroline Maes (née le 9 novembre 1982) est une joueuse de tennis belge.
Elle n'a jamais remporté de titre WTA, se consacrant essentiellement aux épreuves du circuit ITF.
En 2006, sans jouer, elle a fait partie de l'équipe belge finaliste de la Fed Cup face à l'Italie.

## Palmarès

### Titre en simple dames
Aucun

### Finale en simple dames
Aucune

### Titre en double dames
Aucun

### Finale en double dames
Aucune

## Parcours en Fed Cup
| #                                                                     | Date       | Lieu         | Surface         | Gagnante(s)                          | Perdante(s)                           | Score     |          |
|                                                                       |            |              |                 |                                      |                                       |           |          |
| 2002 - 1/4 de finale (groupe mondial) - Italie - Belgique - 4 : 1     |            |              |                 |                                      |                                       |           |          |
| 1                                                                     | 20/07/2002 | Bologne      | Terre (ext.)    | Silvia Farina                        | Caroline Maes                         | 6-2, 6-1  | Parcours |
| 1                                                                     | 20/07/2002 | Bologne      | Terre (ext.)    | Rita Grande                          | Caroline Maes                         | 6-4, 7-65 | Parcours |
|                                                                       |            |              |                 |                                      |                                       |           |          |
| 2003 - 1/4 de finale (groupe mondial) - Belgique - Slovaquie - 5 : 0  |            |              |                 |                                      |                                       |           |          |
| 2                                                                     | 19/07/2003 | Charleroi    | Dur (int.)      | Els Callens Caroline Maes            | Jarmila Gajdošová Ľubomíra Kurhajcová | 6-4, 7-5  | Parcours |
|                                                                       |            |              |                 |                                      |                                       |           |          |
| 2003 - 1/2 finale (groupe mondial) - États-Unis - Belgique - 4 : 1    |            |              |                 |                                      |                                       |           |          |
| 3                                                                     | 19/11/2003 | Moscou       | Moquette (int.) | Martina Navrátilová Lisa Raymond     | Elke Clijsters Caroline Maes          | 6-1, 6-4  | Parcours |
|                                                                       |            |              |                 |                                      |                                       |           |          |
| 2006 - 1/2 finale (groupe mondial) - Belgique - États-Unis - 4 : 1    |            |              |                 |                                      |                                       |           |          |
| 4                                                                     | 15/07/2006 | Ostende      | Dur (int.)      | Jill Craybas Vania King              | Leslie Butkiewicz Caroline Maes       | 6-1, 6-2  | Parcours |
|                                                                       |            |              |                 |                                      |                                       |           |          |
| 2007 - 1/4 de finale (groupe mondial) - États-Unis - Belgique - 5 : 0 |            |              |                 |                                      |                                       |           |          |
| 5                                                                     | 21/04/2007 | Delray Beach | Dur (ext.)      | Serena Williams                      | Caroline Maes                         | 6-1, 6-4  | Parcours |
| 5                                                                     | 21/04/2007 | Delray Beach | Dur (ext.)      | Vania King Lisa Raymond              | Tamaryn Hendler Caroline Maes         | 6-1, 6-2  | Parcours |
|                                                                       |            |              |                 |                                      |                                       |           |          |
| 2008 - 1er tour (groupe mondial II) - Ukraine - Belgique - 3 : 2      |            |              |                 |                                      |                                       |           |          |
| 6                                                                     | 02/02/2008 | Kharkiv      | Terre (int.)    | Alona Bondarenko Kateryna Bondarenko | Caroline Maes Yanina Wickmayer        | 6-2, 6-3  | Parcours |
|                                                                       |            |              |                 |                                      |                                       |           |          |
| 2008 - Barrage (groupe mondial II) - Belgique - Colombie - 5 : 0      |            |              |                 |                                      |                                       |           |          |
| 7                                                                     | 26/04/2008 | Mons         | Dur (int.)      | Debbrich Feys Caroline Maes          | Yuliana Lizarazo Alexandra Moreno     | 6-2, 6-3  | Parcours |

## Classements WTA

### Classements en simple en fin de saison
| Année | 1999 | 2000 | 2001 | 2002 | 2003 | 2004 | 2005 | 2006 | 2007 | 2008 |
| Rang  | 713  | 424  | 343  | 250  | 249  | 525  | 374  | 274  | 177  | 316  |

Source : (en) « Classements de Caroline Maes », sur le site officiel du WTA Tour

### Classements en double en fin de saison
| Année | 1999 | 2000 | 2001 | 2002 | 2003 | 2004 | 2005 | 2006 | 2007 | 2008 |
| Rang  | 721  | 472  | 333  | 393  | 284  | 392  | 363  | 229  | 167  | 305  |

Source : (en) « Classements de Caroline Maes », sur le site officiel du WTA Tour